# Strike! (Album)
Strike! ist das Debütalbum der deutschen Band The Baseballs. Das Album, das ausschließlich im Rock-’n’-Roll-Stil gecoverte Songs enthält, wurde am 15. Mai 2009 veröffentlicht und kletterte auf Platz sechs der deutschen Albumcharts.

## Titelliste

### Strike!
| Titel-Nr. | Name                      | Dauer | Originalinterpret         |
| --------- | ------------------------- | ----- | ------------------------- |
| 1.        | Umbrella                  | 3:07  | Rihanna                   |
| 2.        | Love in This Club         | 3:20  | Usher                     |
| 3.        | Hey There Delilah         | 3:43  | Plain White T’s           |
| 4.        | Bleeding Love             | 3:52  | Leona Lewis               |
| 5.        | Hot n Cold                | 3:37  | Katy Perry                |
| 6.        | I Don’t Feel Like Dancin’ | 4:06  | Scissor Sisters           |
| 7.        | Don’t Cha                 | 4:07  | Pussycat Dolls            |
| 8.        | Let’s Get Loud            | 3:30  | Jennifer Lopez            |
| 9.        | Angels                    | 3:18  | Robbie Williams           |
| 10.       | Crazy in Love             | 3:16  | Beyoncé Knowles und Jay-Z |
| 11.       | This Love                 | 3:24  | Maroon 5                  |
| 12.       | The Look (Bonusstück)     | 3:24  | Roxette                   |

### Strike! Back
Zusätzlich zu den bereits genannten Titeln wurden bei der Wiederveröffentlichung von Strike! folgende Songs auf einer zweiten CD veröffentlicht:
| Titel-Nr. | Name                                     | Dauer | Originalinterpret |
| --------- | ---------------------------------------- | ----- | ----------------- |
| 13.       | No One                                   | 3:38  | Alicia Keys       |
| 14.       | Chasing Cars                             | 2:51  | Snow Patrol       |
| 15.       | Monday Morning                           | 3:55  | Melanie Fiona     |
| 16.       | Poker Face                               | 2:23  | Lady Gaga         |
| 17.       | Jungle Drum                              | 2:28  | Emilíana Torrini  |
| 18.       | A Day on Tour with The Baseballs (Video) | 19:43 | -                 |
| 19.       | The Baseballs in Finland (Video)         | 25:33 | -                 |

## Singleauskopplungen
| Jahr | Titel             | Höchstplatzierung, Gesamtwochen, AuszeichnungChartplatzierungen (Jahr, Titel, , Platzierungen, Wochen, Auszeichnungen, Anmerkungen) | Höchstplatzierung, Gesamtwochen, AuszeichnungChartplatzierungen (Jahr, Titel, , Platzierungen, Wochen, Auszeichnungen, Anmerkungen) | Höchstplatzierung, Gesamtwochen, AuszeichnungChartplatzierungen (Jahr, Titel, , Platzierungen, Wochen, Auszeichnungen, Anmerkungen) | Anmerkungen                                                                           |
| Jahr | Titel             | DE | AT | CH | Anmerkungen                                                                           |
| ---- | ----------------- | --- | --- | --- | ------------------------------------------------------------------------------------- |
| 2009 | Umbrella          | DE43 (9 Wo.)DE | AT58 (3 Wo.)AT | CH9 (32 Wo.)CH | Erstveröffentlichung: 30. April 2009 Verkäufe: + 13.375;Original: Rihanna feat. Jay-Z |
| 2009 | Hot n Cold        | DE68 (3 Wo.)DE | AT65 (1 Wo.)AT | CH52 (15 Wo.)CH | Erstveröffentlichung: 18. September 2009 Original: Katy Perry                         |
| 2009 | Love in This Club | — | — | — | Erstveröffentlichung: 22. Dezember 2009 Original: Usher feat. Young Jeezy             |
| 2010 | Chasing Cars      | — | — | — | Erstveröffentlichung: 11. Oktober 2010 Original: Snow Patrol                          |

## Rezeption

### Preise
- 4. Februar 2010: EMMA-Award für das bestverkaufte Album in Finnland (2009)[3]
- 4. März 2010: Echo Pop in der Kategorie Bester Newcomer National

### Kritiken
Artur Schulz von laut.de bescheinigt den Baseballs eine „glaubwürdige, beherzte und beseelte“ Aufnahme. Weiterhin findet er die Interpretation von Ayo Technology als „mitreißend und rockig“. Christian Krömer von cdstarts.de meint, dass sich eine „anfängliche Euphorie legt und Strike wieder im Regal landet“. Er kritisiert außerdem, dass auf dem Album ausschließlich Coversongs erschienen sind.

## Kommerzieller Erfolg

### Chartplatzierungen
| ChartsChartplatzierungen     | Höchstplatzierung | Wochen |
| ---------------------------- | ----------------- | ------ |
| Deutschland (GfK)            | 6 (54 Wo.)        | 54     |
| Österreich (Ö3)              | 5 (54 Wo.)        | 54     |
| Schweiz (IFPI)               | 2 (102 Wo.)       | 102    |
| Vereinigtes Königreich (OCC) | 4 (10 Wo.)        | 10     |

| ChartsJahrescharts (2009) | Platzierung |
| ------------------------- | ----------- |
| Deutschland (GfK)         | 54          |
| Schweiz (IFPI)            | 4           |

| ChartsJahrescharts (2010) | Platzierung |
| ------------------------- | ----------- |
| Schweiz (IFPI)            | 29          |

### Auszeichnungen für Musikverkäufe
| Land/Region                  | Auszeichnungen für Musikverkäufe (Land/Region, Auszeichnung, Verkäufe) | Verkäufe |
| ---------------------------- | ---------------------------------------------------------------------- | -------- |
| Deutschland (BVMI)           | Platin                                                                 | 200.000  |
| Finnland (IFPI)              | 3× Platin                                                              | 96.977   |
| Niederlande (NVPI)           | Platin                                                                 | 50.000   |
| Norwegen (IFPI)              | Platin                                                                 | 30.000   |
| Österreich (IFPI)            | Gold                                                                   | 10.000   |
| Schweden (IFPI)              | Platin                                                                 | 40.000   |
| Schweiz (IFPI)               | Platin                                                                 | 30.000   |
| Vereinigtes Königreich (BPI) | Gold                                                                   | 100.000  |
| Insgesamt                    | 2× Gold · 8× Platin ·                                                  | 556.977  |